# Румынская интервенция в Болгарию (1913)
Румы́нская интерве́нция в Болга́рию — вмешательство Румынии во Вторую Балканскую войну, когда 14 июля 1913 года румынские войска пересекли болгарскую границу и начали наступление в Добрудже. Целью интервенции была аннексия Южной Добруджи.

## История конфликта
Ещё во время Первой Балканской войны 12 января 1913 года правительство Румынии потребовало изменить границы в Южной Добрудже по линии Тутракан — Балчик. В противном случае румынская сторона угрожала вмешаться в конфликт на стороне Османской империи. 
Во время Второй Балканской войны румынское правительство воспользовалось невыгодным положением Болгарии, и 2 июля была объявило мобилизацию румынской армии.
10 июля Румыния объявляет войну Болгарии. Румынские войска пересекли границу в двух местах, начав наступление на Варну и Софию. Вторжение Румынии оказалось для болгарской стороны полной неожиданностью. Продвижение вглубь Болгарии проходило практически без сопротивления, поскольку все силы болгарской армии были сосредоточены далеко на западе, на границах с Сербией и Грецией. Согласно приказу правительства, болгарские пограничные части не оказали сопротивления, и большая часть войск была выведена из Северо-Западной Болгарии. Отдельные конные разъезды румын пересекли Стара-Планина и достигли 12 километров от Софии. В совокупности с поражениями от сербов и греков, а также нападением турок вторжение румын поставило Болгарию в критическое положение. Царь Фердинанд обратился к королю Каролю с просьбой положить конец вторжению и пообещал, что территориальные претензии Бухареста будут удовлетворены.
29 июля 1913 года болгарское правительство заключило перемирие, после чего в Бухаресте начались мирные переговоры. После десятидневных переговоров в Бухаресте 10 августа 1913 года  был заключен Мирный договор Болгарии с её бывшими союзниками и Румынией. По договору Болгария уступила Румынии Южную Добруджу.